# 136803 Calliemorgan
136803 Calliemorgan este o planetă minoră (asteroid) din centura de asteroizi. A fost descoperită pe 6 martie 1997 la  de James Bruton⁠(d). 
Obiectul prezintă o orbită caracterizată de o semiaxă mare de 2,3795743277682 UAi, o excentricitate de 0,23919174358486, o înclinație de 24,988886760749 ° în raport cu ecliptica.